# HMS Ivanhoe
L'HMS Ivanhoe (Pennant number D16), seconda nave da guerra britannica a portare questo nome, è stato un cacciatorpediniere classe I della Royal Navy. Venne impostato il 6 febbraio 1936, varato l'11 febbraio 1937 ed entrò in servizio il 24 agosto seguente.
Allo scoppio della seconda guerra mondiale, nel settembre 1939, si trovava assegnato alla Terza Flottiglia di Cacciatorpediniere della Mediterranean Fleet ma il 3 settembre venne richiamato in patria. Il 14 ottobre seguente partecipò insieme ai cacciatorpediniere Intrepid e Inglefield all'affondamento del sottomarino tedesco U-45 a sud ovest dell'Irlanda. Non vi furono sopravvissuti.
Nel mese di maggio 1940 partecipò all'Operazione Dinamo che aveva come obiettivo l'evacuazione del Corpo di Spedizione Britannico dalle spiagge di Dunkerque, in seguito all'invasione tedesca della Francia. Il 29 maggio affondò il cacciatorpediniere Grafton, gravemente danneggiato da un siluro lanciato dal sottomarino tedesco U-62, prendendo a bordo i sopravvissuti e le truppe imbarcate.
Il 1º settembre seguente, mentre partecipava ad un'operazione di posa di mine al largo della costa olandese, colpì una mina nei pressi delle Isole Frisone, rimanendo gravemente danneggiato. In seguito venne affondato dal cacciatorpediniere Kelvin. Durante la stessa operazione, poi chiamata Disastro di Texel, affondò anche un altro cacciatorpediniere e rimasero danneggiati un incrociatore ed un caccia. Trecento marinai rimasero uccisi e circa un centinaio vennero fatti prigionieri dai tedeschi. Cinquantatré uomini dell'Ivanhoe rimasero uccisi nell'affondamento.